# Gennadi Ignatjewitsch Michailow

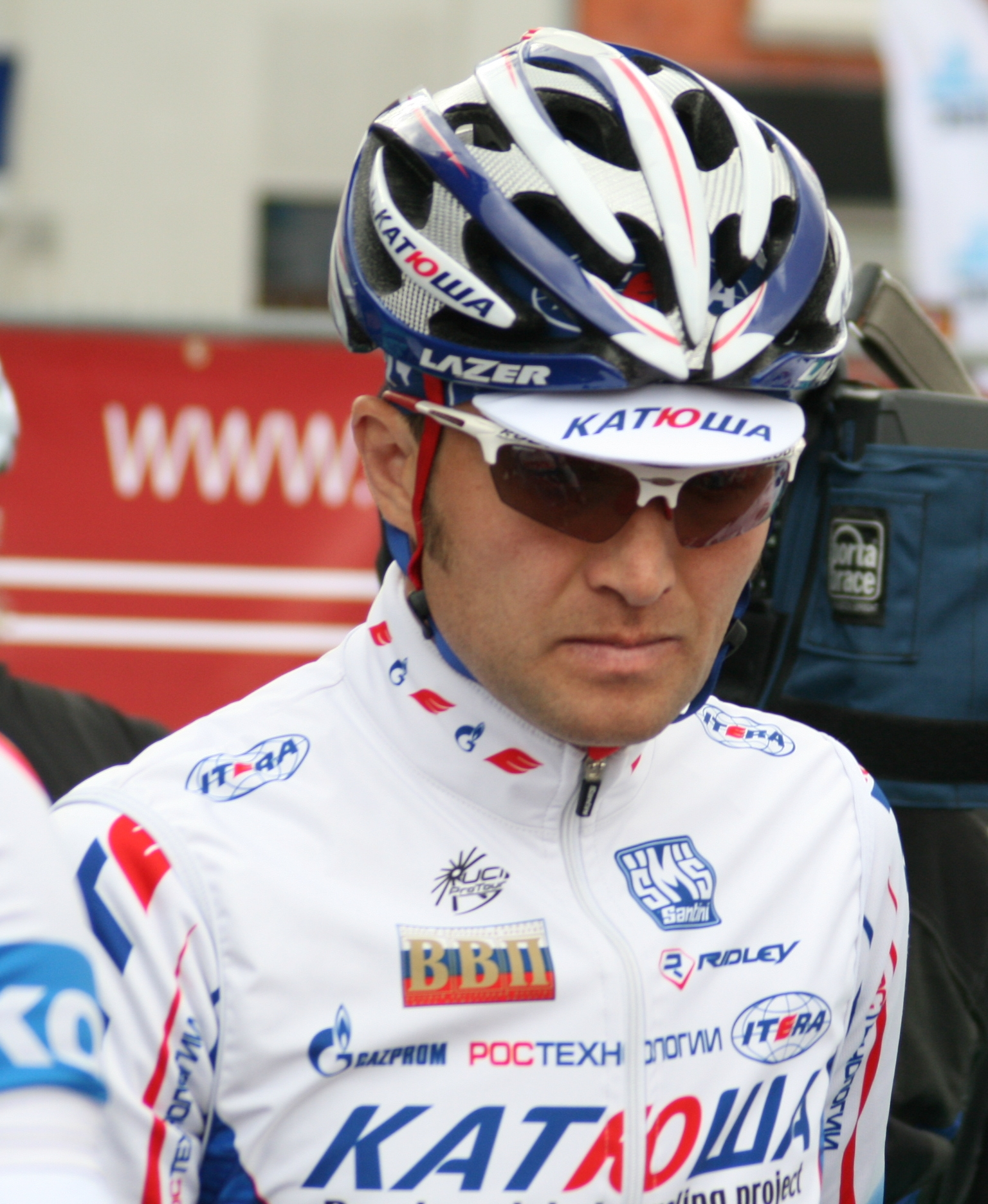
Gennadi Michailow

Gennadi Ignatjewitsch Michailow (russisch Геннадий Игнатьевич Михайлов; * 8. Februar 1974 in Tscheboksary) ist ein ehemaliger russischer Radrennfahrer und heutiger Sportlicher Leiter.

## Sportliche Karriere
Gennadi Michailow begann seine Karriere 1996 bei der Mannschaft Lada-CSKA. 2000 wechselte er zu Farm Frites und stieß 2001 zum belgischen Team Lotto-Adecco. Dort bestritt er in zwei Jahren seine einzigen Tour-de-France-Teilnahmen. Sein bestes Ergebnis war 2001 der 59. Gesamtplatz. 2002 fuhr er seinen ersten internationalen Sieg ein, er gewann eine Etappe der Luxemburg-Rundfahrt. Im Folgejahr wechselte er zum US-amerikanischen US Postal Service Pro Cycling Team um Lance Armstrong. Bei der Vuelta a España 2004 siegte er mit seinen Teamkollegen beim Auftaktmannschaftszeitfahren. Ende der Saison 2009 beendete er seine sportliche Laufbahn beendet, um Sportdirektor bei Katusha zu werden.

## Teams
- 1996–1998 Lada-CSKA
- 2000 Farm Frites
- 2001–2002 Omega Pharma / Lotto-Adecco
- 2003–2006 US Postal Service / Discovery Channel
- 2007 Astana
- 2008 Mitsubishi-Jartazi
- 2009 Katusha